# Благоја Ковачевић
Благоја Ковачевић (Пресједовац код Калиновика, 16. март 1960) јесте пензионисани пуковник Војске Републике Српске. Током Одбрамбено-отаџбинског рата био је командант Блажујске лака пјешадијска бригаде, касније Игманске бригаде.

## Биографија
Благоје (Милована) Ковачевић рођен је 1960. године у Пресједовцу. Послије завршене средње школе у Сарајеву, наставио је школовање у Београду, гдје је у периоду од 1980. до 1984. године, као полазник 37. класе, завршио Војну академију копнене војске, смјер пјешадија. Након завршеног школовања распоређен је у 125. моторизовану бригаду у Гарнизону Пећ на Косову и Метохији, на дужност командира извиђачког вода. У Гарнизону Пећ службовао је од 1984. до 1990. године, обављајући поред поменуте дужности командира вода и дужност командира пјешадијске чете. Због остварених добрих резултата у току обављања дужности командира извиђачког вода и командира пјешадијске чете прекомандован је 1990. године у Гарнизон Сарајево, у Школски центар "Генерал армије Коста Нађ" на дужност командира наставне групе - уједно наставника тактике, на Курсу команданата батаљона - активних официра. Када је, због почетка оружаних сукоба на простору СФРЈ Курс команданата батаљона престао са радом почетком 1991. године обављао је дужност командира питомачког вода у Средњој војној школи копнене војске до 30. јуна 1991. године. Тога дана мобилисан је у 216. брдску бригаду, у Хан Пијесак, на дужност команданта брдског батаљона, гдје је остао до 31. децембра 1991. године, када се поново враћа у Школски центар "Генерал армије Коста Нађ" на дужност командира питомачког вода, са којим одлази на полигонску просторију у Пазарић. Ту је остао до 24. априла 1991. године, када је требало да се врати у своју ратну јединицу. Међутим, умјесто тога распоређен је на дужност начелника општинског штаба ТО у општини Илиџа. За кратко вријеме, одмах по издавању наредбе о формирању ВРС, постављен је на дужност команданта Блажујске лаке пјешадијске бригаде на којој је остао до пред крај године када је један краћи период обављао дужност начелника штаба Рајловачке лаке пјешадијске бригаде. Од 9. децембра 1991. године распоређен је на дужност начелника оперативно-наставног одсјека у 1. сарајевској механизованој бригади. Ову дужност обављао је до половине јуна 1991. године, када је постављен на дужност команданта 3. пб у 1. мбр. На овој дужности остао је до краја рата.
Почетком 1997. године, 30. јануара прекомандован је у Билећу, на дужност начелника штаба 715. пјешадијске бригаде, а 13. маја те године прекомандован је у Оперативно-наставно одјељење у Команду 7. корпуса. На овој дужности остао је до 1. септембра 1998. године када је постављен на дужност команданта Школе резервних официра у Билећи. На овој дужности провео је годину дана и 3. октобра 1999. године упућен је на школовање у Генерал-штабну школу Војске Југославије. Након успјешно завршеног школовања 26. септембра 2000. године распоређен је у Гарнизон Калиновик, прво на дужност начелника штаба, а затим 19. марта 2001. године на дужност команданта 718. пјешадијске бригаде, гдје је остао до 17. децембра 2002. године. На дужност команданта Школе резервних официра у Билећи поново је постављен 17. децембра 2002. године и на тој дужности је био до 21. април 2004. године, до наредбе о укидању Школе резервних официра. Послије укидања Школе резервних официра у Билећи прекомандован је у 5. корпус на дужност команданта 55. пјешадијске бригаде, до 1. октобра 2006. године. У периоду од 5. октобра 2006. до 30. маја 2007. године обављао је дужност начелника Управе за политику и планове у Заједничком штабу Оружаних снага Босне и Херцеговине. Посљедња дужност у току професионалне војне каријере била му је стручни савјетник за обуку и школовање Оружаних снага Босне и Херцеговине коју је обављао у периоду од 30. маја 2007. до 15. марта 2015. године, када је пензионисан у чину бригадира Оружаних снага Босне и Херцеговцне. У току своје војничке каријере за ревностан рад у служби више пута је похваљиван и награђиван, између осталог: два пута је ванредно унапријеђен, у чин капетана прве класе и у чин мајора, одликован је Орденом Милоша Обилића, а Организација старјешина Војске Републике Српске додијелила му је чин почасног генерала Војске Републике Српске.